# Брезоаєле (комуна)
Брезоаєле (рум. Brezoaele) — комуна у повіті Димбовіца в Румунії. До складу комуни входять такі села (дані про населення за 2002 рік):
- Брезоая (2444 особи)
- Брезоаєле (1702 особи) — адміністративний центр комуни

Комуна розташована на відстані 31 км на північний захід від Бухареста, 45 км на південний схід від Тирговіште, 120 км на південь від Брашова.

## Населення
За даними перепису населення 2002 року у комуні проживали 4146 осіб.
Національний склад населення комуни:
| Національність | Кількість осіб | Відсоток |
| -------------- | -------------- | -------- |
| румуни         | 4122           | 99,4%    |
| цигани         | 23             | 0,6%     |
| українці       | 1              | < 0,1%   |

Рідною мовою назвали:
| Мова       | Кількість осіб | Відсоток |
| ---------- | -------------- | -------- |
| румунська  | 4139           | 99,8%    |
| циганська  | 6              | 0,1%     |
| українська | 1              | < 0,1%   |

Склад населення комуни за віросповіданням:
| Релігія                             | Кількість осіб | Відсоток |
| ----------------------------------- | -------------- | -------- |
| православні                         | 4043           | 97,5%    |
| лютерани                            | 62             | 1,5%     |
| бретрени                            | 21             | 0,5%     |
| п'ятдесятники                       | 12             | 0,3%     |
| греко-католики                      | 2              | < 0,1%   |
| баптисти                            | 2              | < 0,1%   |
| реформати                           | 1              | < 0,1%   |
| адвентисти                          | 1              | < 0,1%   |
| лютерани (Аугсбурзького сповідання) | 1              | < 0,1%   |
| атеїсти                             | 1              | < 0,1%   |